# Германская Юго-Западная Африка
Германская Юго-Западная Африка (нем. Deutsch-Südwestafrika) — германская колония в Африке, существовавшая на территории современной Намибии.

## История
Данная часть Африки стала колонизироваться европейцами сравнительно поздно — лишь в 1878 году Великобритания присоединила Уолфиш-Бей к Капской колонии. В 1883 году немец Адольф Людериц выкупил побережье у одного из местных вождей. После переговоров всё побережье, исключая Уолфиш-Бей, отошло к Германии, а в 1884 году Великобритания признала всю территорию до 20-го меридиана в. д. сферой немецкого влияния. Так была сформирована колония Германская Юго-Западная Африка. В 1890 году Германия получила узкую полоску земли на северо-востоке (т. н. «полоса Каприви»).
Германские власти поощряли приезд белых колонистов, отнимавших землю у местного населения — тем более ценную, что местные племена гереро и нама были животноводами, а земель, пригодных для пастбищ, было мало. В 1903 году под руководством Самуэля Магареро гереро подняли восстание, убив более сотни немецких поселенцев. Германия направила в Юго-Западную Африку 14 000 солдат во главе с генералом Лотаром фон Тротой, который объявил, что все гереро должны быть изгнаны из страны. В битве при Ватерберге гереро потерпели тяжёлое поражение. Выжившие попытались добраться через пустыню Калахари в британское владение Бечуаналенд (ныне Ботсвана): Британия обещала дать гереро убежище, если они не будут продолжать восстание. Многие погибли, не выдержав этого перехода.
По данным 1905 года, когда немцы провели первую перепись населения, в Юго-Западной Африке оставалось около 25 000 гереро, в основном женщины и дети. Они были помещены в концентрационные лагеря, подобные тем, что англичане устраивали во времена войны против буров. Множество гереро погибло из-за ужасных условий и рабского труда. Ко времени закрытия лагерей в 1908 году, по разным оценкам, было уничтожено от 50 до 80 % всех гереро. Многие историки разделяют мнение, что геноцид гереро был первой формой массового этнического уничтожения нового времени.
Вскоре, после подавления восстания гереро, против немцев выступили нама. Их лидерами были Хендрик Витбой и Якоб Моренга. Боевые действия продолжались до марта 1907 года, когда было подписано мирное соглашение (хотя Моренга вёл партизанскую войну и позже). Оценки численности нама, погибших в ходе восстания, сильно колеблются: по всей видимости, их было около 40 000.
Когда началась Первая мировая война, на территорию Германской Юго-Западной Африки вступили войска Южно-Африканского Союза, бывшего тогда британским доминионом. Пленные немецкие переселенцы были помещены в концентрационные лагеря близ Претории и Питермарицбурга. Южноафриканская армия несопоставимо превышала немецкие силы самообороны, поэтому последние не оказывали особого сопротивления. 9 июля 1915 года Виктор Франке, командир последнего немецкого отряда самообороны, капитулировал вблизи Хораба.
По Версальскому мирному договору 1919 года вся территория Германской Юго-Западной Африки перешла под управление Южно-Африканского Союза по мандату Лиги Наций. Однако Южная Африка по окончании действия мандата до 1990 года сохраняла за собой территорию Юго-Западной Африки в качестве зависимой территории.
В современной Намибии существуют малочисленные немецкие коммуны (15 000 чел.), сохранившие свои традиции и язык; ряд городов носит немецкие названия.

## Управление
Возглавлялась губернатором (Gouverneur). Территория делилась на округа (Bezirk) возглавлявшиеся бецирксамтманнами (Bezirksamtmann), немецкие поселенцы избирали окружные советы (Bezirksbeiräte), которые избирали половину членов земельного совета (Landesrat) (другая половина назначалась губернатором).